# Ljawon Barschtscheuski
Ljawon Barschtscheuski (/barʃtʃɛwski/; * 4. März 1958 in Polazk, Weißrussische Sozialistische Sowjetrepublik, Sowjetunion) ist ein belarussischer Philologe und Oppositionspolitiker.

## Leben
Barschtscheuski besuchte das Minsker Pädagogische Institut seit 1975, dort Absolvent seit 1980. Seine Schwerpunkte waren englische und deutsche Sprache. Dozent am polytechnischen Institut in Nawapolazk 1981–1984 und 1987–1990. Er promovierte 1987.
1985 gründete Barschtscheuski zusammen mit Sjarhej Schup den jungen Übersetzerclub „Babylon“. Er übersetzte aus dem Altgriechischen, Lateinischen, Deutschen, Englischen, Französischen, Polnischen, Spanischen.
Er übersetzte Aischylos (veröffentlicht 1993), Petrarca, Kafka, Brecht, Lenau (1991) und Böll (1993).
Barschtscheuski war Mitbegründer und seit 1991 stellvertretender Direktor des Belarussischen Humanistischen Lyzeums, das 2003 von der Regierung geschlossen wurde.
Seit 2006 ist Barschtscheuski Redakteur der in Breslau erscheinenden Buchreihe „Biblioteka białoruska“, in der Werke von Wassil Bykau, Ryhor Baradulin, Alherd Bacharewitsch, Andrej Chadanowitsch und Uladsimir Arlou erschienen.
1990–1995 war Barschtscheuski Abgeordneter des Obersten Sowjets der BSSR, später der Republik Belarus. Dort war er Mitglied des Parlaments-Ausschusses für Erziehung, Kultur und historisches Erbe sowie des Ausschusses für Internationale Beziehungen und Außenwirtschaft. 1996–1999 nahm er den Vorsitz der in Opposition zu Präsident Aljaksandr Lukaschenka stehenden Partyja BNF wahr, nachdem der Vorsitzende Paznjak emigriert war. Der  Literaturwissenschaftler, Publizist, Übersetzer war Vorsitzender des belarussischen PEN-Clubs von 2003 bis 2005.  Auf dem 10. Parteitag der Belarussischen Volksfront im Dezember 2007 wurde Barschtscheuski zum Vorsitzenden der Partei gewählt. Im September 2009 unterlag er bei parteiinternen Wahlen seinem Parteigenossen Aljaksej Janukewitsch, der ihn im Amt des Vorsitzenden ablöste.